# NGC 1634
NGC 1634 (други обозначения – MCG 1-12-15, ZWG 419.22, ARAK 109, KCPG 101B, PGC 15775) е лещовидна или елиптична галактика в съзвездие Телец.
Обектът присъства в оригиналната редакция на „Нов общ каталог“.
Галактиката образува двойка със спиралната галактика NGC 1633, намираща се на разстояние 39 ъглови секунди. Заедно с нея влиза в галактическия куп Abell 539.